# Eulogio Florentino Sanz
Eulogio Florentino Sanz y Sánchez (Arévalo, 11 de  marzo de 1822-Madrid, 24 de abril de 1881) fue un político, diplomático, traductor, periodista y escritor español del Romanticismo. 

## Biografía
Era hijo de Eusebio Sanz Guerra, abogado natural de Olmedo, y de Josefa Sánchez Notario, natural de Carrascalino, una alquería de Matilla de los Caños del Río en el obispado de Salamanca. Huérfano de madre a los seis años, no mucho después su padre tuvo que ser internado por caridad en el hospital de San Bernardino de Salamanca. Él fue confiado a la tutela de un pariente duro de condición y que le crio solo y escaso de recursos en Arévalo, donde se aficionó a leer poesía. Entre 1838 y 1840 estudió leyes en Salamanca gracias a un tío canónigo suyo y luego continuó en Valladolid, donde se echó una novia, hija de un vidriero, plomero y hojalatero de la Plaza Mayor muy pobre y al que el negocio le iba muy mal. Eulogio capitaneó a una banda de chiquillos para que rompieran a pedradas las ventanas de la Plaza Mayor y, aunque todos fueron a parar a la cárcel, ya no le faltó el trabajo al padre de su novia. Marchó a Madrid en busca de fortuna literaria cargado de excelentes versos, pero era de un carácter tan orgulloso que tuvo que afrontar innumerables tropiezos. Así, trajo a la Corte una carta de recomendación para un grande de España:
-Vengo -dijo- a poner en sus manos de usted esta carta y a solicitar de usted su valioso influjo.
-Perdón, caballerito - le interrumpió el estirado sujeto-: soy Grande de España de primera clase y tengo tratamiento de excelencia.
-Perdóneme vuecelencia, a mi vez -añadió Florentino-; pero le advierto que soy villano de cuarta clase y tengo tratamiento de tú. Hábleme, pues, como es debido.
Durmió algunas noches en los bancos del Prado, como él se vanagloriaba de decir, y vivió muchos años por voluntad propia de la madre Casualidad, que, según el catedrático de bohemia Henri Murger, es "agente de negocios de la Providencia, caballero de la aventura y conquistador de lo imprevisto". Con su drama Don Francisco de Quevedo, estrenado el 1 de febrero de 1848 en el Teatro del Príncipe, conoció el éxito. Interpretaba a Quevedo el famoso actor Julián Romea. Es un complejo drama histórico, y como algo innovador, la vestimenta posee valor dramático, y ha resultado ser la única pieza sobre un autor del Siglo de Oro que llegó a constituirse en pieza de repertorio en los teatros durante más de cincuenta años. Además, el 13 de octubre de 1854 estrenó su comedia Los achaques de la vejez, con éxito también, aunque no tanto como el anterior.
El periodista Andrés Borrego le introdujo en la vida literaria llevándoselo de corrector de estilo a El Español, periódico que dirigía, hasta que lo cerraron en marzo de 1848. Conoció allí a algunos amigos periodistas y escritores, como José Castro y Serrano, Tassara, Aribau, Moreno López, Cayetano Cortés y otros. Después colaboró en las publicaciones Semanario Pintoresco, La Ilustración Española, El Mundo Nuevo, Las Novedades, La Iberia y El Museo Universal, publicaciones donde destacaba como crítico literario; fue redactor de La Patria y se cuenta que un soneto suyo que circuló manuscrito por Madrid preparó la revolución de 1854. Eso lo condujo a tener poderosos valedores en política que lo llevaron a iniciar una carrera diplomática, en especial después de esta revolución, llamada Vicalvarada, por obra del gran poeta del Romanticismo gallego en español Nicomedes Pastor Díaz.
Frecuentaba tertulias como la del Teatro del Príncipe o Parnasillo, la del Café del Recreo, a la que acudían Cánovas, Fernández y González y Ventura Ruiz Aguilera, y la del café de la Iberia, que integraban escritores y políticos como Hartzenbusch, Pedro Calvo Asensio, Práxedes Mateo Sagasta y Adelardo López de Ayala. Regresado de Berlín a Madrid en febrero de 1857, fue diputado cunero en Cortes por Alcázar de San Juan entre 1858 y 1863. Es más, le ofrecieron múltiples cargos diplomáticos de los que fue dimitiendo: en 1859 renunció a un cargo diplomático en Brasil; en 1868 renunció también al cargo de ministro plenipotenciario en Tánger que le proporcionó su amigo Juan Valera, subsecretario del Ministerio de Estado entonces, quien no quería verlo en la miseria. Pero lo aceptó cuatro años después y allí estuvo hasta 1874, habiéndose casado en Cádiz (mayo de 1873) con doña Consuelo Sierra, que le sobrevivió. En 1874 le ofrecieron un cargo idéntico al de Tánger en México, pero no aceptó por achaques de salud.
Gracias a su estancia en Berlín (1854-1856) como secretario de la legación diplomática española, pudo conocer la literatura alemana, en particular a Goethe, y traducir a Heinrich Heine, con lo que influyó poderosamente en la lírica de Gustavo Adolfo Bécquer y, por tanto, en el fundamental cambio de rumbo en la lírica española que representó. En Berlín visitó la tumba del poeta Enrique Gil y Carrasco, fallecido en 1846, y compuso al respecto su bello poema Epístola a Pedro. Tradujo quince lieder o Canciones de Heinrich Heine del alemán al castellano para El Museo Universal en 1857, bien escogidas entre las mejores del Intermezzo y de El regreso, con alguna otra, como el romance titulado El Mensaje. Escribió también los dramas Achaques de la vejez (1854), y también La escarcela y el puñal, del que sólo se conservan fragmentos. Después de dilapidar su ingenio y no molestarse siquiera en publicar sus obras, murió en Madrid en el olvido y la indigencia.
Su amigo Eusebio Blasco lo describió así:

Era ocurrentísimo en la conversación, y se distinguía por un buen gusto literario exquisito. Cuando aparecieron las Rimas de Bécquer, las impuso al Casino, que era su verdadera casa y hogar, a fuerza de repetirlas. Tenía muchos puntos de contacto con el poeta a quien celebraba: era como él obscuro, soñador, independiente y desgraciado. Le encantaba la vida misteriosa. Se había propuesto no dar versos al público, pero hacía composiciones a un sin fin de cursis adoradas, como llamaba él, a las mujeres que conocía por ahí en cafés apartados del centro, en teatros de tercer orden, en los paseos solitarios, en las iglesias más lejanas [...] Era un hombre que nunca necesitaba más que un duro. Su constante hastío parece reflejarse en aquellos versos del personaje de su drama: Cansado estoy de cansarme / y aburrido de aburrirme. /¡Necios! ¡Venid a enseñarme / cómo debo de arreglarme / para poder divertirme! [...] Hubiera sido un escritor festivo sin rival.

## Obras

### Traducciones
- «Poesías alemanas traducidas de Enrique Heine», en El Museo Universal del 15 de mayo de 1857.

### Teatro
- Don Francisco de Quevedo: drama en cuatro actos, Madrid, Imp. de J. González y A. Vicente, 1848 (2.ª ed., Madrid, Imp. de S. Omaña, 1850); hay ediciones modernas: R. Selden Rose, Boston, Ginn and Company, 1917; ed. de C. C. García Valdés, Pamplona, EUNSA, (Anejos de La Perinola, 28), 2014.
- Achaques de la vejez: drama en tres actos, Madrid, Imp. de F. Abienzo, 1854 [2.ª ed., Madrid, Imp. de la Biblioteca Nacional Económica, 1874]
- La escarcela y el puñal, fragmentos publicados en el Semanario Pintoresco Español, 1851.

### Varios
- Poesía original. Traducciones, ed. de J. Costa, Lérida, Pliegos El Gnomo, 1992
- Poesías inéditas, fragmentos de obras teatrales, cartas y otros documentos [Papeles de Eulogio Florentino Sanz], en Real Academia Española, ms. 320

## Cuentos
- "La bruja (cuento en prosa y verso)", La Risa (tomo II, 164-167), 25-II-1844

## Distinciones honoríficas
- Caballero gran cruz de la Orden de Carlos III.
- Caballero gran cruz de la Orden Civil de María Victoria.
- Caballero de la Orden de Malta.[6]